# Isla de Chichagof
La isla de Chichagof (también transcrita como Chichagov o Chichagoff)  (en  inglés, Chichagof Island) es una isla localizada en el archipiélago Alexander, en la costa noroccidental de Alaska. Tiene 121 km de largo,  80 km de ancho, y una superficie 5,305.9 km², siendo por superficie la  5ª de los Estados Unidos y la 109.ª del mundo. En el censo de 2000 en la isla vivían 1.342 personas. Es una de las tres «islas ABC de Alaska» (Admiralty, Baranof y Chichagof). 

## Geografía
La isla de Chichagof está limitada: 
- al este, por el estrecho de Chatham (Chatham Strait), que la separa de la isla del Almirantazgo;
- al noreste, por el estrecho de Icy (Icy Strait), que la separa de la parte continental; en medio del estrecho está la pequeña isla Pleasant;
- al noroeste, por el  Cross Sound, cuyas aguas la separan de la parte continental, frente a la bahía Glaciar; en medio del sound están las islas de Lemesurier e Inian.
- al suroeste, por el golfo de Alaska, abierta al océano Pacífico.
- al sur,  por el estrecho Peril (Peril Strait), un peligroso estrecho (como su nombre indica) que la separa de la isla de Baranof.

La isla tiene una forma muy irregular, con profundos entrantes que crean muchos brazos,  penínsulas y que llegan incluso a dividirla en varias partes. Los más importantes son: en la costa del canal Chatam, el Tenaker Inlet, la bahía Freshwater y la cala Iyoukeen; en el estrecho de Icy, Port Frederick, con la bahía interior de Necka; en el Cross Sound, el Idaho Inlet, Port Althorp y el Lisianski Inlet; en la costa del golfo de Alaska, Portlock Harbor, la bahía Klag y los lagos Anna y Sister (no son lagos, pero casi), y los brazos Ford y Slocum; en el estrecho Peril, las bahías de Usik y Patterson y los brazos South  y North.  
La isla tiene, a su vez, varias islas costeras muy próximas, como la isla Yakobi  (213,3 km²), en el extremo noroccidental; y las islas Hill, Hogan y Killisnoo, en la costa occidental, frente al golfo de Alaska. 
En la isla hay varios lagos de importancia, como Elfendahl, Morris, Otter, Gouilding, en la parte occidental; Suloia, en la sur; y Sitkok y Kook, en la oriental
La mayoría de la isla está incluida en el bosque nacional Tongass (Tngass National Forest).
Las comunidades de Hoonah (860 hab. en 2000), Pelican, Tenakee Springs (104 hab.) y Elfin Cove se localizan en la mitad norte de la isla de Chichagof, en el Hoonah-Angoon Census Area. La mitad sur de la isla comprende la parte norte de la  City and Borough de Sitka. Sólo ocho personas fueron contadas en esta parte de Sitka en el censo de 2000. Las principales fuentes económicas de estas comunidades proceden de la isla de Chichagof o de las aguas y fiordos que lo rodean. Cacerías guiadas, pesca y explotación forestal son  los medios  vitales de las economías locales.

## Historia
Esta isla fue nombrada en honor del almirante Vasili Chichágov (1726–1809), un explorador ruso del Ártico.